# KkStB 29 sorozatú szerkocsi
A kkStB 29 sorozatú szerkocsi egy szerkocsitípus volt a császári és Királyi Osztrák Államvasutak-nál (kkStB), amely szerkocsik eredetileg az Österreichischen Nordwestbahn (ÖNWB)-tól származtak.
Az ÖNWB ezeket a szerkocsikat 1891-től szerezte be XII a, b, c sorozatú mozdonyaihoz. A kocsikat a Floridsdorfi Mozdonygyár gyártotta.
Az ÖNWB államosítása után a kkStB a kocsikat a kkStB 29 sorozatba  osztotta és a kkStB 102 sorozatú (ex ÖNWB XIIa,b,c) mozdonyaihoz kapcsolva üzemeltette.

## Fordítás
- Ez a szócikk részben vagy egészben  a   kkStB Tenderreihe 29 című német Wikipédia-szócikk fordításán alapul.  Az eredeti cikk szerkesztőit annak laptörténete sorolja fel. Ez a jelzés csupán a megfogalmazás eredetét és a szerzői jogokat jelzi, nem szolgál a cikkben szereplő információk forrásmegjelöléseként.